# Libia na Letnich Igrzyskach Olimpijskich 2020
Libia na Letnich Igrzyskach Olimpijskich 2020 – występ kadry sportowców reprezentujących Libię na igrzyskach olimpijskich, które odbyły się w Tokio w Japonii, w dniach 23 lipca - 8 sierpnia 2021 roku.
Reprezentacja Libii liczyła czterech zawodników - kobietę i trzech mężczyzn, którzy wystąpili w 4 dyscyplinach.
Był to jedenasty start Libii na letnich igrzyskach olimpijskich.

## Reprezentanci

### Judo
| Zawodnik | Konkurencja      | 1/16                       | 1/8              | Ćwierćfinały     | Półfinały        | Repasaż 1        | Repasaż 2        | Repasaż 3        | Finał            | Pozycja |
| Zawodnik | Konkurencja      | Przeciwnik Wynik           | Przeciwnik Wynik | Przeciwnik Wynik | Przeciwnik Wynik | Przeciwnik Wynik | Przeciwnik Wynik | Przeciwnik Wynik | Przeciwnik Wynik | Pozycja |
| -------- | ---------------- | -------------------------- | ---------------- | ---------------- | ---------------- | ---------------- | ---------------- | ---------------- | ---------------- | ------- |
| Ali Omar | +100 kg mężczyzn | Vlăduț Simionescu IPP 0:10 | NQ               | NQ               | NQ               | NQ               | NQ               | NQ               | NQ               | 17-28   |

### Lekkoatletyka
| Zawodnik    | Konkurencja            | Runda 1  | Runda 1 | Półfinał | Półfinał | Finał    | Finał   | Pozycja |
| Zawodnik    | Konkurencja            | Rezultat | Pozycja | Rezultat | Pozycja  | Rezultat | Pozycja | Pozycja |
| ----------- | ---------------------- | -------- | ------- | -------- | -------- | -------- | ------- | ------- |
| Hadel Aboud | Bieg na 400 m mężczyzn | 12.70    | 5       | NQ       | NQ       | NQ       | NQ      | 19      |

### Pływanie
| Zawodnik                    | Konkurencja                 | Eliminacje | Eliminacje | Półfinał | Półfinał | Finał | Finał   | Pozycja |
| Zawodnik                    | Konkurencja                 | Czas       | Miejsce    | Czas     | Miejsce  | Czas  | Miejsce | Pozycja |
| --------------------------- | --------------------------- | ---------- | ---------- | -------- | -------- | ----- | ------- | ------- |
| Audai Rushdi Hamed Hassouna | 200 m st. dowolnym mężczyzn | 1:56.27    | 7          | NQ       | NQ       | NQ    | NQ      | 39      |

### Wioślarstwo
| Zawodnik           | Konkurencja | Eliminacje | Eliminacje | Repasaż | Repasaż   | Ćwierćfinały | Ćwierćfinały | Półfinały E/F | Półfinały E/F | Półfinały A/B | Półfinały A/B | Finał E | Finał E | Finał A/B | Finał A/B | Pozycja |
| Zawodnik           | Konkurencja | Czas       | M.         | Czas    | M.        | Czas         | M.           | Czas          | M.            | Czas          | M.            | Czas    | M.      | Czas      | M.        | Pozycja |
| ------------------ | ----------- | ---------- | ---------- | ------- | --------- | ------------ | ------------ | ------------- | ------------- | ------------- | ------------- | ------- | ------- | --------- | --------- | ------- |
| Alhussein Ghambour | M1x         | 7:52.37    | 5.         | 7:57.88 | 4. (PE/F) | BYE          | BYE          | 7:55.98       | 3. (FE)       | BYE           | BYE           | 7:47.64 | 5.      | BYE       | BYE       | 29.     |